# Oberhoffen-lès-Wissembourg
Oberhoffen-lès-Wissembourg – miejscowość i gmina we Francji, w regionie Grand Est, w departamencie Dolny Ren.
Według danych na rok 1990 gminę zamieszkiwało 201 osób, 66 os./km².